# Ernest Guglielminetti
Ernest Guglielminetti, né le 23 novembre 1862 à Brigue et mort le 20 février 1943 à Genève, est un médecin suisse.

## Biographie
Après avoir suivi ses études de médecine en Suisse et obtenu son doctorat en 1885, il exerce pendant plusieurs années à Java, Sumatra et Bornéo.

### Inventeur d'un appareil respiratoire
En 1891, il met au point un appareil de respiration utilisable pour les alpinistes, les pompiers, les mineurs et les plongeurs.
L'appareil Guglielminetti-Dräger sera utilisé en 1906 par les sauveteurs allemands lors de la catastrophe de Courrières, la plus importante catastrophe minière de tous les temps en Europe.

### Le docteur Goudron
Nommé médecin dans la petite principauté de Monaco, il propose au début de l'année 1902, au souverain régnant, le prince Albert Ier qui ne supportait plus la poussière des routes de sa principauté, d'utiliser le goudron résiduel de la production de l’usine à gaz de la principauté dont le contenu était rejeté à la mer. Le 13 mars 1902, la première expérience de goudronnage a lieu près de l’usine, sur 40 mètres de route empierrée, opération couronnée de succès. Cette voie accueillera dès janvier 1911 les voitures de course du rallye automobile Monte-Carlo, bien avant celles du Grand Prix de Monaco. En septembre de cette même année 1911, Ernest Guglielminetti est à Genève où il fait goudronner un tronçon de la route Genève-Lausanne en guise de démonstration. Il crée la Ligue pour la lutte contre l’empoussièrement, qui récolte en quelques semaines la somme nécessaire pour la mise en œuvre de la route nationale Nice – Monte-Carlo. Il passe à la postérité sous le nom de « docteur Goudron »,.

## Hommage
Une plaque commémorative a été fixée boulevard Albert 1er à Monaco, là ou le premier revêtement bitumeux a été posé.
Un monument à côté du pont Saltina à Brigue commémore Ernest Guglielminetti.

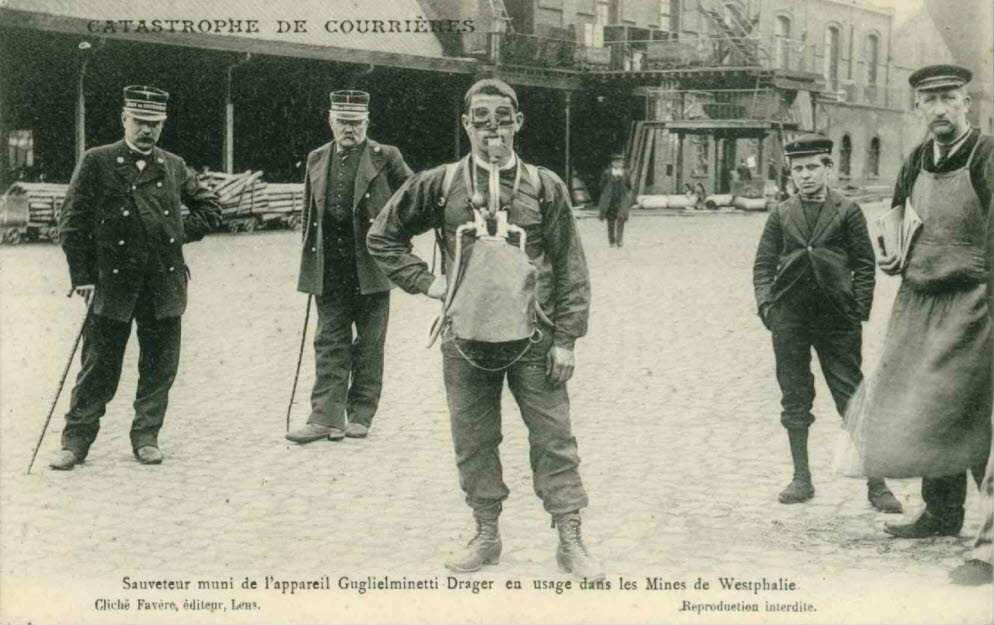
Catastrophe de Courrières - Sauveteur muni de l'appareil Guglielminetti-Dräger en usage dans les mines de Westphalie.
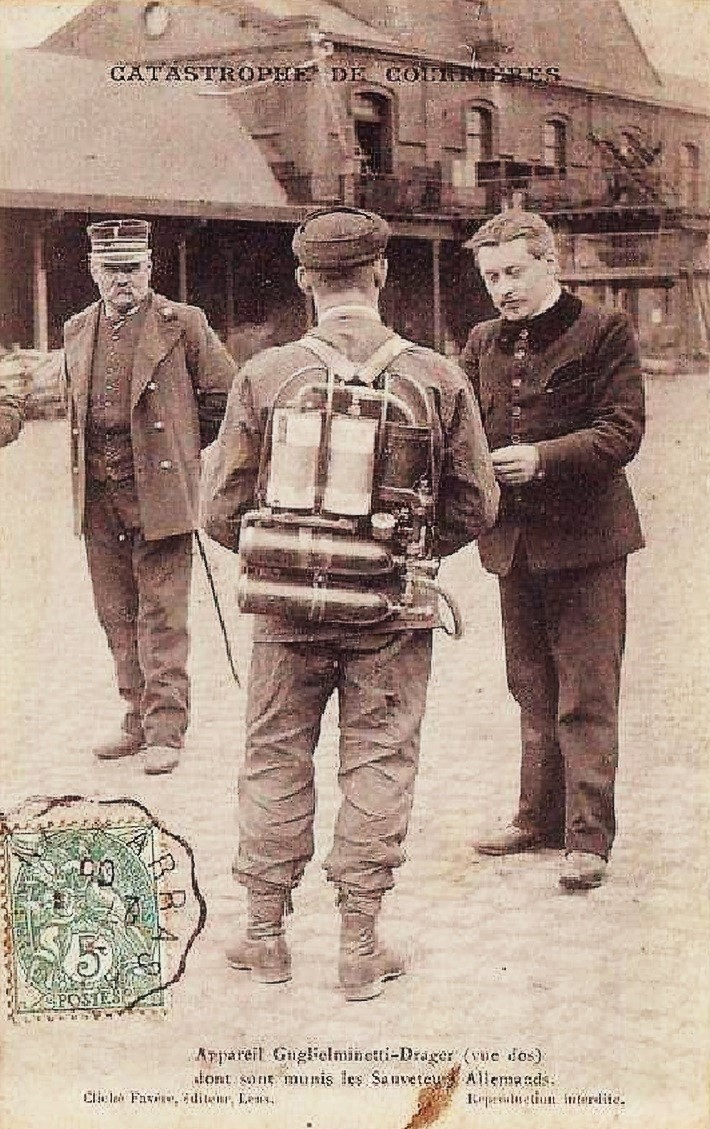
Catastrophe de Courrières - Appareil Guglielminetti-Dräger (vue dos) dont sont munis les sauveteurs allemands.
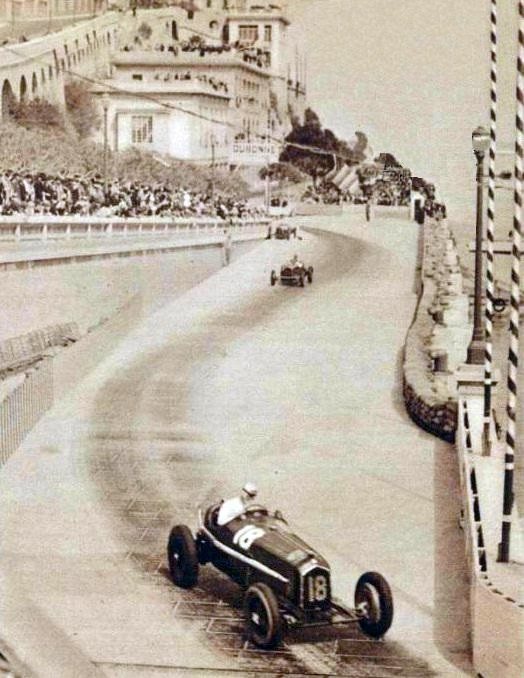
Le Grand Prix de Monaco sur route goudronnée, en 1935.